# Иннокентий (книжник)
Инноке́нтий (2-я половина XV века) — русский агиограф, монах Пафнутьево-Боровского монастыря, автор «Записки о последних днях жизни Пафнутия».

## Биография
Подробности биографии неизвестны. Был одним из старших учеников Пафнутия Боровского. Составил «Записку о последних днях жизни Пафнутия», повествующую о восьми предсмертных днях игумена — с 24 апреля по 1 мая 1477 года. «Записка» очень подробно описывает происходившее вокруг умирающего, от которого Иннокентий не отходил «ни на мал час». Позднее на её основе Иннокентий написал также канон Пафнутию Боровскому, который в 1531 году был утверждён митрополитом Даниилом к пению. «Записка» также была использована Вассианом при составлении канонического жития Пафнутия, включённом в «Великие Четьи-Минеи», хотя и в очень незначительной степени.

## Записка о последних днях жизни Пафнутия
Текст «Записки», по всей видимости, был записан в 1477—1478 годах, когда Иосиф Волоцкий, на которого Иннокентий ссылается как на свидетеля описанных событий, пребывал в Боровском монастыре. Её стилистика очень сильно отличается от традиции агиографических сочинений, приводимые в ней слова Пафнутия написаны языком, характерном для живой речи. В начале «Записки» Пафнутий ещё сохраняет роль управляющего монастырём рачительного хозяина — он обсуждает сооружение монастырской запруды. Однако, вскоре он понимает о приближающейся смерти и о грядущем разрушении «съуза» души с телом. Поняв это, Пафнутий удаляется в свою келью, чтобы сосредоточиться на чтении молитв и подготовиться к переходу в иной мир. Но ему не суждено полностью сконцентрироваться на своей предстоящей кончине — из-за высокого авторитета игумена к нему постоянно приезжают посланники высокопоставленных особ, горячо почитающих иерарха. Иннокентию всё время приходится отвлекать старца вестью об очередном посланнике — то от князя Михаила Андреевича Можайского, то от митрополита Геронтия, то от самого великого князя Ивана III. Но Пафнутий не проявляет требуемого в такой ситуации смирения, и выговаривает Иннокентию: «Что тебе на мысли? Не даси же ми от мира сего ни един час отдохнути. Не веси ли — 60 лет угажено миру и мирьскым человеком, князем и бояром! И в сретенье им совано ся, и в беседе с ними маньячено, и в след по ним такоже совано ся. А того и не вем: чесого ради? Ныне познах — никакая ми от всего того полза» — передаёт Иннокентий слова Пафнутия.
По мнению академика Дмитрия Сергеевича Лихачёва, «Записка» Иннокентия является одним из ярких произведений древнерусской литературы, и стоит в одном ряду с такими нетрадиционными произведениями, как «Хожение за три моря» Афанасия Никитина и «Житие протопопа Аввакума».